# Hold Up
Hold Up è un singolo della cantante statunitense Beyoncé, pubblicato il 12 maggio 2016 come terzo estratto dal sesto album in studio Lemonade.

## Descrizione
È stato scritto da Thomas Pentz, Ezra Koenig, dalla stessa Beyoncé, Emile Haynie, Joshua Tillman, Uzoechi Emenike e Sean "Melo-X" Rhoden e contiene un campionamento del brano Can't Get Used to Losing You, scritto da Doc Pomus e Mort Shuman, oltre a due interpolazioni di Maps dei Yeah Yeah Yeahs e di Turn My Swag On, scritto da DeAndre Way. Una demo di Hold Up è stata scritta e registrata da Diplo e Koenig nel 2011, utilizzando un campionamento di Maps.

## Accoglienza
Ryan Dombal di Pitchfork ha definito Hold Up come «La migliore nuova traccia» del giorno, elogiando la voce emotiva della cantante e ha dichiarato: «La musica non ha un peso, nessun posto, nessun tempo – un sogno calipso sentito attraverso le mure e le generazioni... Quando Beyoncé lavora nel ritornello doloroso del brano Maps dei Yeah Yeah Yeahs, lo rende glorioso mentre consente ai nostri ricordi di suggerire l'angoscia sottostante. Lo swag di Soulja Boy [...] si è raramente sentito così. Ci sono alcune parti che mettono in mostra le insicurezze più profonde del marito rapper, il versetto veloce è più incisivo rispetto a qualsiasi altra cosa che Jay-Z ha fatto in questi anni.»

## Promozione
Hold Up ha fatto parte della scaletta del Formation World Tour, venendo eseguita dal vivo per la prima volta al Marlins Park di Miami il 27 aprile 2016. Il brano è stato eseguito anche all'annuale MTV Video Music Awards, dove ha eseguito anche Pray You Catch Me, Sorry, Don't Hurt Yourself e Formation.

## Video musicale
Il video musicale è stato diretto da Jonas Åkerlund, è stato incluso nel album visuale di origine come parte di un film di un'ora che ha debuttato su HBO il 23 aprile 2016. È stato poi caricato sulla piattaforma Vevo della cantante il 4 settembre 2016 come la seconda clip indipendente tratta dal cortometraggio dell'album dopo la sua uscita nel mese di aprile. Il video si apre con la parola «diniego» scritta sullo schermo, si vede poi la cantante in una camera da letto, completamente sott'acqua, che cerca di sfuggire mentre parla dei sacrifici che ha fatto e le bugie che si dicono in un rapporto e che in seguito recita:
In seguito si vede Beyoncé scendere le scale mentre l'acqua scorre, per poi camminare per la strada con una mazza da baseball sfogando la sua rabbia distruggendo vetrine di negozi, auto, una telecamera e anche un idrante, in collegamento a una scena del suo singolo del 2003 Crazy in Love. La cantante fa anche riferimento ad Oshun, una dea Yoruba dell'acqua, della fertilità, dell'amore e della sensualità. Al termine del video, Beyoncé passa sopra ad alcune automobili con un Monster truck, distruggendole. Per questa ragione alcuni hanno attaccato anche il presidente degli Stati Uniti d'America Barack Obama, che aveva dichiarato che la cantante era un modello da seguire per le sue figlie. A causa di queste scene la cantante è stata accusata dai mass media di pubblicizzare il terrorismo urbano ed è stata ampiamente criticata.
Il video ha ricevuto due candidature agli MTV Video Music Awards 2016 per la migliore direzione artistica e per il miglior video femminile, quest'ultimo vinto.

## Successo commerciale
Dopo la pubblicazione dell'album, Hold Up ha debuttato nella Billboard Hot 100 alla tredicesima posizione, oltre ad aver raggiunto l'ottavo posto nella classifica Hot R&B/Hip-Hop Songs.

## Classifiche
| Classifica (2016)         | Posizione massima |
| ------------------------- | ----------------- |
| Australia                 | 25                |
| Canada                    | 37                |
| Francia                   | 14                |
| Irlanda                   | 52                |
| Regno Unito               | 17                |
| Spagna                    | 34                |
| Stati Uniti               | 13                |
| Stati Uniti (R&B/hip-hop) | 6                 |
| Svezia                    | 77                |
| Ungheria (download)       | 24                |

## Date di pubblicazione
| Paese                 | Data di pubblicazione | Formato |
| --------------------- | --------------------- | ------- |
| Germania              | 12 maggio 2016        | Airplay |
| Regno Unito           | 12 maggio 2016        | Airplay |
| Italia                | 27 maggio 2016        | Airplay |
| Stati Uniti d'America | 16 agosto 2016        | Airplay |